# 莊鼎彝
庄鼎彝（1855年—1909年），字苕莆，又字苕夫、鼎彝，江苏武进县（今常州）人。清末书法家。
光绪举人。创办冠英小学堂，瞿秋白早年曾在校读书。
工书法，有《两汉不列传人名韵编》、《汉书异同札记》等。